# Флеминг, Мария
Мария Флеминг (англ. Mary Fleming, /ˈflɛmɪŋ/; р. 1542) — одна из четырёх фрейлин королевы Шотландии Марии I; внучка короля Якова IV, жена королевского секретаря Уильяма Мейтланда.

## Биография
Мария родилась в 1542 году и была младшей из восьми детей Малькольма Флеминга, 3-го лорда Флеминга и Джанет Стюарт, бастардессы короля Якова IV. Мария родилась в год, когда её отец был захвачен в плен в битвее при Солуэй-Моссе. Мать Марии стала гувернанткой юной королевы Марии, родившейся также в 1542 году, и вдовствующая королева Мария де Гиз выбрала Марию в числе одной из четырёх компаньонок для своей дочери. Технически Мария Флеминг и Мария Стюарт были полукузинами.
В 1548 году Мария с матерью сопровождали маленькую королеву ко двору Генриха II, где девочке предстояло расти. Отец Марии умер за год до отъезда в битве при Пинки. Во Франции у Джанет Стюарт завязался роман с королём Генрихом, результатом которой стал Генрих Ангулемский, родившийся в 1551 году.
Английский дипломат Томас Рендольф зафиксировал, что Мария Флеминг особенно утешала королеву, когда та была взбудоражена обнаружением в своей спальне французского поэта Честеларда. После этого происшествия королева уговорила Марию ночевать с ней в одной постели.
В сентябре 1561 года после торжественного въезда в Эдинбург, Мария Стюарт отправилась во дворец Линлитгоу, а четыре Марии, в сопровождении дяди королевы, великого приора Мальты, Франсуа Лотарингского, отправились на запад в Данбар, по пути остановившись в доме брата Марии Сетон, Джорджа. Здесь Франсуа де Гиз расстался с Мариями и вернулся домой через Берик-апон-Туид и Ньюкасл-апон-Тайн.
Во время представлений в дни Рождественских Святок в январе 1564 года Мария Флеминг играла роль королевы. 19 сентября 1564 года Уильям Керколди из Гранжа писал, что королевский секретарь Уильям Мейтланд проявляет интерес к Марии Флеминг. Мария вышла замуж за Мейтланда, который был намного старше её. У них родилось двое детей: Джеймс, ставший католиком и находившийся в добровольном изгнании в Бельгии и Франции, и Маргарет, мужем которой стал Роберт Кер. Ходили слухи, что брак несчастливый и что Мария хочет избавиться от мужа. Слухи не были правдой, поскольку брак был заключён лишь спустя три года ухаживаний, о которых знали  и при английском и при шотландском дворе, и Мейтланд был безумно влюблён в жену, а когда он умер в тюрьме в Эдинбурге, Мария, лишившаяся всего имущества, даже того, что досталось ей от Стюартов, писала Сесилу с просьбой способствовать спасению тела супруга от повешения, потрошения и четвертования.
Мария получила своё имущество лишь в 1581-1582 годах в благодарность от короля Якова. Мария больше не была замужем, хотя этот факт оспаривается. В 1581 году королева Мария просила королеву Елизавету обеспечить Марии Флеминг безопасный визит к ней, но навещала ли Мария королеву или нет — неизвестно. Поздние документы приписывали ей письма к Сесилу и к её сестре, в которых Мария писала о неприязни к брату мужа Джону Мейтланду.